# Aerangis oligantha
Aerangis oligantha är en orkidéart som beskrevs av Rudolf Schlechter. Aerangis oligantha ingår i släktet Aerangis och familjen orkidéer. Inga underarter finns listade i Catalogue of Life.